# مظلوم خنجی
تاج الدین بن جعفر بن زین الدین بن محمود مشهور و متخلص به مظلوم خنجی در اوائل قرن سیزدهم هجری (۱۲۰۱ قمری) در خنج به دنیا آمد.در دوران معاصر، محمدامین خنجی نخستین پژوهشگری بود که در ضمیمه کتاب لارستان کهن به این شاعر اشاره کرد. ظاهراً او از نوادگان عارف بزرگ لارستان شیخ محمد ابونجم بوده‌است. دیوان اشعاری از او به جا مانده که به پارسی و لارستانی است.  تنها نسخه خطی به جا مانده از دیوان او، نسخه متعلق به شیخ عبدالکریم ابونجمی است. او در غزلیات، بسیار به حافظ شیرازی اقتدا کرده‌است.